# Saint-Philibert (Morbihan)
Saint-Philibert település Franciaországban, Morbihan megyében. Lakosainak száma 1580 fő (2022. január 1.). Saint-Philibert Crac’h, Locmariaquer és La Trinité-sur-Mer községekkel határos.

## Népesség
A település népessége az elmúlt években az alábbi módon változott:
| Lakosok száma | 843  | 1020 | 1187 | 1442 | 1594 | 1529 | 1496 | 1495 | 1524 | 1580 |
|               | 1968 | 1982 | 1990 | 2006 | 2013 | 2015 | 2017 | 2019 | 2020 | 2022 |